# چگونه با مادرتان آشنا شدم
چگونه با مادرتان آشنا شدم (به انگلیسی: How I Met Your Mother) یک مجموعه تلویزیونی کمدی سیتکام آمریکایی محصول شبکه سی‌بی‌اس است که برای اولین‌بار در ۱۹ سپتامبر ۲۰۰۵ پخش شد. این مجموعه توسط کارتر بیز و کریگ توماس ساخته شده‌است.
در این سریال، باب سگت به عنوان صدای آیندهٔ بازیگر اصلی، تد موزبی (با بازی جاش ردنر)، در سال ۲۰۳۰ به پسر و دخترش خاطراتی را یادآوری می‌کند که منجر به ملاقات او با مادرشان (همسر تد) شده‌است، که داستان را از قسمت اول به زمان گذشته برمی‌گرداند و خاطرات را نقل می‌کند. کاراکترهای اصلی دیگر آشنایی با مادر مارشال اریکسن (با بازی جیسون سیگل)، رابین شرباتسکی (با بازی کوبی اسمالدرز)، بارنی استینسون (با بازی نیل پاتریک هریس) و لی‌لی آلدرین (با بازی آلیسون هانیگان) می‌باشند.
چگونه با مادرتان آشنا شدم از نظر منتقدان سریال موفقی توصیف شده‌است. این مجموعه تاکنون برنده پنج جایزهٔ امی شده و در سال ۲۰۰۹ نیز نامزد دریافت جایزه بهترین سریال کمدی شد. فصل نهم فصل پایانی این سریال بود در آوریل سال ۲۰۱۴ به پایان رسید.

## تولید
ایده اصلی این فیلم این بود که «بیا در مورد دوستان و کارهای احمقانه‌ای که در گذشته در نیویورک انجام می‌دادیم بنویسیم،» که توسط بیز و توماس تعریف شده بود. این دو شخص، کاراکترهای فیلم را از بین شخصیت‌ها و دوستان خودشان بیرون کشیدند. شخصیت تد در سریال در شبیه بیز و شخصیت‌های مارشال و لی‌لی شبیه توماس و همسرش می‌باشند.
بار مک‌لارن که بیشتر سکانس‌های سریال نیز در آن فیلم‌برداری می‌شود، یکی از بارهای شهر نیویورک است که نام اصلی‌اش مک‌جی است. این بار ویژگی‌هایی که بیز و توماس دنبالش بودند را داشت و آن‌ها انتخابش کردند. نام بار نیز از نام دستیار بیز، کارل مک‌لارن گرفته شده‌است. نام متصدی بار نیز کارل است.
ضبط هر اپیزود این سریال حدود سه روز طول می‌کشد، البته بیشتر سریال‌های کمدی موقعیت، در یک روز کار فیلمبرداریشان تمام می‌شود. سپس کار اپیزود که به پایان رسید، آن قسمت برای عده‌ای پخش می‌شود و صدای خندهٔ آنان روی آن قسمت ضبط می‌شود.
آهنگ آغازین داستان، به نام «هی خوشگله» است که توسط گروه سولیدز اجرا شده‌است. بیز و توماس هردو عضو این گروه هستند. اپیزودهای مربوط به فصل اول، به‌طور کلی همراه با معرفی بازیگران فیلم در آغاز آن شروع شدند اما از فصل دوم به بعد، این سریال به کلد اُپنینگ (به انگلیسی: Cold Opening) تغییر مسیر داد به این معنی که داستان به صورت ناگهانی و بدون هیچ مقدمه‌ای شروع می‌شود و بعد از چند دقیقه، تیتراژ آن پخش می‌شود. متناوباً، صحنه‌هایی از نیویورک سال ۲۰۳۰ و نقل کردن داستان از زبان تد برای فرزندانش نیز نمایش داده می‌شد. توماس به وضوح بیان نمود که تد آینده، یک داستان گوی غیرقابل اعتماد است.
در طول اعتصاب اتحادیه نویسندگان آمریکا در سال‌های ۲۰۰۷–۲۰۰۸، آشنایی با مادر نیز تولیدات خود را قطع کرد اما با اتمام اعتصاب، سریال در ۱۷، مارس ۲۰۰۸ دوباره همراه با ۹ اپیزود جدید شروع به کار کرد. سریال در ۱۴ می ۲۰۰۸ همراه با فصل چهارم دوباره جدید شد که در ۲۲ سپتامبر ۲۰۰۸ نمایش داده شد.
در سپتامبر ۲۰۰۸، این‌طور اعلام شد که شبکه لایف تایم تمام حقوق سریال را به اندازه ۷۲۵٬۰۰۰ دلار برای هر اپیزود خریده‌است. در طول همین قرارداد، استودیو مجبور شد تا ۲۲ اپیزود دیگر را ارائه کند تا مطمئن سازد که فصل پنجم نیز قرار است عرضه شود که در ۱۹ می ۲۰۰۹ این‌کار انجام شد و پنجمین قسمت آن نیز اعلان گردید. سی‌بی‌اس اعلام کرده که پخش فصل هفتم از ۱۹ سپتامبر ۲۰۱۱ آغاز می‌شود. همچنین ساخت آن را تا فصل هشتم تمدید کرده‌است. در دسامبر ۲۰۱۲ اعلام شد که فصل نهم این سریال نیز پخش خواهد شد.

## بازیگران و شخصیت‌ها

### شخصیت‌های اصلی

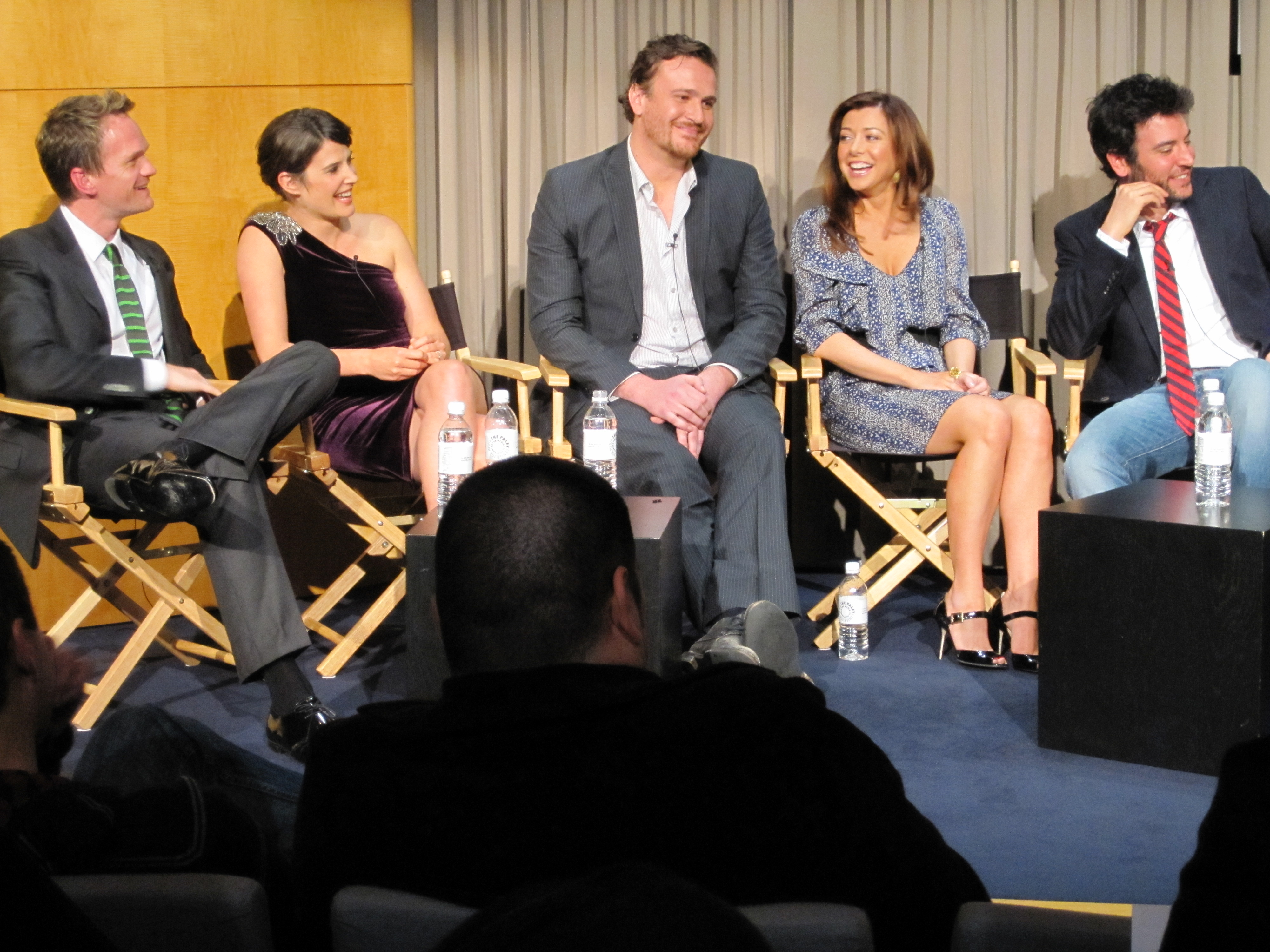
بازیگران اصلی آشنایی با مادر در جشن پخش صدمین قسمت این سریال از چپ به راست: نیل پاتریک هریس، کوبی اسمالدرز، جیسون سیگل، آلیسون هانیگان و جاش رادنر

- جاش رادنر در نقش تد موزبی، یک معمار، استاد دانشگاه و نقش اصلی این سریال است. او داستان سال‌های بزرگسالی خود را از اواخر دهه بیست تا اواسط دهه سی بیان میکند و همه موانعی را که قبل از ملاقات با "فرد خاص زندگی اش" (مادر فرزندانش) بر آنها غلبه کرده است را نقل میکند.
- جیسون سیگل در نقش مارشال اریکسن، بهترین دوست تد موزبی است که از زمان هم اتاقی بودن در دانشگاه تا نقل مکان به نیویورک باهم زندگی می‌کنند.
- کوبی اسمالدرز در نقش رابین شرباتسکی یک گوینده اخبار که در تلاش برای تبدیل شدن به یک خبرنگار واقعی است.
- نیل پاتریک هریس در نقش بارنی استینسون، پلی بوی سریال بوده که با استفاده از ثروت موروثی و استراتژی‌های دیوانه کننده، زنان را اغوا میکند بدون اینکه تمایلی برای ازدواج با آن‌ها داشته باشد.
- آلیسون هانیگان در نقش لی‌لی آلدرین، مربی مهدکودک و همسر مارشال اریکسن است.
- باب سگت در نقش تد موزبی آینده (فقط صدا)
- کریستین میلیوتی در نقش تریسی مک‌کانل، مادر

### شخصیت‌های دوره‌ای
- لیندزی فونسکا در نقش پنی موزبی، دختر آیندهٔ تد (۲۰۰۵-)
- دیوید هنری در نقش لوک موزبی، پسر آیندهٔ تد (۲۰۰۵-)
- مارشال منش، در نقش رانجیت (۲۰۰۵-)
- جو نیویس، در نقش کارل، متصدی بار مک کلرنز (۲۰۰۵-)
- چارلنه آمویا در نقش وندی پیشخدمت بار مک کلرنز (۲۰۰۵-)
- اشلی ویلیامز (هنرپیشه زن)، در نقش ویکتوریا، دوست دختر سابق تد (۲۰۰۶-)
- سوزی پلکسون در نقش جودی اریکسن، مادر مارشال
- وین بردی، در نقش جیمز استینسون، برادر بارنی (۲۰۰۶-)
- جنیفر موریسون در نقش زویی پیرسون، دوست دختر سابق تد (۲۰۱۰-)
- الن دی. ویلیامز در نقش پاتریس همکار رابین
- بیل فیجرباک در نقش ماروین اریکسن، پدر مارشال
- نازنین بنیادی در نقش نورا دوست دختر سابق بارنی(۲۰۱۱-)
- کریس الیوت در نقش میکی الدرین، پدر لی‌لی
- رابرت بلوشی در نقش لینوس
- سارا چالک در نقش استلا زینمن، نامزد‌ سابق تد (۲۰۰۸-)
- کل پن در نقش کوین روانشناس و دوست پسر سابق رابین
- بکی نیوتون در نقش کوئین گاروی، دوست دختر سابق بارنی
- الکسیس دنیسوف در نقش سندی ریورز، همکار رابین
- فرانسیس کانروی در نقش لورتا استینسون، مادر بارنی
- باب ادنکیرک در نقش آرتور هابز، رئیس بارنی و مارشال (۲۰۰۷_۲۰۱۱)
- کریستین رز در نقش ویرجینیا، مادر تد
- شری شپرد در نقش دافنه
- جو منگنیلو در نقش برد موریس، دوست مارشال(۲۰۰۶-)
- کایل مک‌لاکلن در نقش کاپیتان، شوهر سابق زویی
- مایکل توروکو در نقش نیک پوداروتی، دوست پسر سابق رابین
- اریک برادن در نقش پدر رابین
- برایان کالن در نقش بیلسون، همکار بارنی (۲۰۰۹-۲۰۰۶)
- دیوید بورتکا، در نقش اسکوتر، دوست پسر سابق لی‌لی (۲۰۰۶-)
- تاران کیلام، در نقش گری بلاومن، همکار بارنی و مارشال (۲۰۰۶-)
- بن کولدیکه در نقش دان فرانک، همکار و دوست پسر سابق رابین
- ابی الیوت در نقش جنت پترسون، دوست دختر سابق تد
- لورا بل باندی در نقش بکی، همکار رابین
- راجر بارت در نقش کرتیس
- مایکل گروس در نقش آلفرد موزبی، پدر تد
- مت بورن در نقش استوارت باورز
- ویرجینیا ویلیامز در نقش کلودیا باورز
- تریسی آلمن در نقش جنویو شروباتسکی، مادر رابین (۲۰۱۴)
- لوسی هیل در نقش کتی شروباتسکی، خواهر رابین (۲۰۰۶)
- جان لیسگو در نقش جروم ویتاکر، پدر بارنی (۲۰۱۱)
- برایان کرانستون، در نقش هاموند درودرز، همکار تد (۲۰۱۳-۲۰۰۶)
- هوگو هارلی ریس در نقش هم دانشگاهی بد شانس تد و مارشال (۲۰۱۱)
- بریتنی اسپیرز، در نقش ابی، منشی استلا (۲۰۰۸)
- انریکه ایگلسیاس، در نقش گائل، دوست پسر سابق رابین (۲۰۰۸)
- جنیفر لوپز، در نقش آنیتا، نویسنده (۲۰۱۰)
- کیتی پری در نقش هانی، دختر خاله زویی (۲۰۱۰)
- نیکول شرزینگر در نقش جسیکا گلیتر، دوست رابین(۲۰۱۰)
- آماندا پیت در نقش همکار مارشال در جی.ان. بی (۲۰۱۱)
- کندیس آکولا در نقش ایمی، دختر خاله لی‌لی (۲۰۰۷)
- ریجیس فیلبین
- رالف ماکیو
- ویلیام زابکا
- باب بارکر
- تیم گان
- آلن تیک

## داستان

### فصل ۱
در سال ۲۰۳۰ تد موزبی (با صدای باب سجت) داستان آشنایی با همسرش را برای پسر و دخترش تعریف می‌کند.
داستان در سال ۲۰۰۵ آغاز می‌شود. تد (با بازی جاش رادنر) به همراه دوستان دوران دانشگاهش مارشال اریکسون (با بازی جیسون سیگل) که هم‌اکنون دانشجوی حقوق است و لی‌لی آلدرین (با بازی آلیسون هانیگان) که معلم مهد کودک است زندگی می‌کند. مارشال و لی‌لی در ابتدای قسمت اول تصمیم به ازدواج می‌گیرند و این موضوع باعث می‌شود که تد به فکر ازدواج بیفتد. البته این موضوع با مخالفت دوست دیگر تد بارنی استینسون (با بازی نیل پاتریک هریس) روبرو می‌شود. بارنی یک شخصیت خوش‌پوش و خوش گذران است و شغل نامعلومی دارد.
تد با گزارشگر تلویزیون رابین شرباتسکی (با بازی کوبی اسمالدرز) در بار آشنا می‌شود و به سرعت عاشق او می‌شود. اما رابین نمی‌خواهد به سرعت وارد یک رابطه عاشقانه شود. این دو تصمیم می‌گیرند که صرفاً دوست باشند.
تد در یک عروسی با شیرینی پزی به نام ویکتوریا آشنا می‌شود. رابطه او با ویکتوریا باعث حسادت رابین شده و پس از رفتن ویکتوریا برای شرکت در دورهٔ 2 سالهٔ دسر در آلمان و به هم خوردن رابطه‌اش با تد، تد و رابین سرانجام رابطه‌شان را شروع می‌کنند.
در همین حال لی‌لی در مورد ازدواج به تردید می‌افتد و پس از به هم زدن نامزدی با مارشال، برای تجربیات جدید راهی سن فرانسیسکو می‌شود.

### فصل ۲
پس از ماجراهای فصل اول، تد و رابین رابطه عاشقانه‌شان را شروع کرده‌اند. این در حالی است که مارشال و لی‌لی از هم جدا شده‌اند و لی‌لی به سن فرانسیسکو رفته‌است. اما لی‌لی متوجه اشتباهش شده و به نیویورک برمی‌گردد. مارشال ابتدا او را نمی‌بخشد اما نهایتاً آشتی کرده و در انتهای این فصل با او ازدواج می‌کند. بارنی و مارشال برای کشف دلیل نفرت رابین از مراکز خرید بر سر سیلی زدن شرط‌بندی می‌کنند که بارنی شرط را می‌بازد. این موضوع دستمایه ماجراهای جالبی در ادامه داستان است. بارنی با دروغ مادرش، از کودکی فکر می‌کند پدرش باب بارکر مجری تلویزیون است به همین دلیل به برنامه او می‌رود اما نمی‌تواند چیزی به او بگوید. همه می‌فهمند که رابین طی نوجوانی در مراکز خرید کانادا به عنوان خواننده پاپ اجرا داشته‌است. بارنی یک موزیک ویدیو از او پیدا کرده و به همه نشان می‌دهد. در نتیجه شرط را به مارشال باخته و 5 سیلی به مارشال بدهکار می‌شود. تد و رابین تصمیم می‌گیرند در خانه رابین زندگی کنند اما میفهمند هنوز آمادگی هم خانه شدن با یکدیگر را ندارند و تد به آپارتمان خودش برمیگردد.
در پایان این فصل رابین و تد متوجه می‌شوند آیندهٔ مشترکی با هم ندارند و دوستانه از هم جدا می‌شوند. فصل با نمایش بارنی و تد به همراه هم بعد از عروسی به پایان می‌رسد.

### فصل ۳
رابین از سفرش به آرژانتین بازمی‌گردد در حالی که دوست پسر جدیدش گایل (با بازی انریکه ایگلسیاس) همراه اوست. تد و رابین در ابتدای این فصل برای دوست ماندن مشکل دارند، تد به گایل حسادت می‌کند و بابت اینکه می‌بیند رابین راحت‌تر از او با تمام شدن رابطه‌شان کنار آمده از دست او عصبانی می‌شود. اما در ادامه تصمیم می‌گیرند فراموش کرده و دوستان عادی باشند. مارشال و لی‌لی تصمیم می‌گیرند که آپارتمانی برای خود بخرند و به آن نقل مکان کنند. همچنین مارشال در روز شکرگزاری برای سومین بار به بارنی سیلی می‌زند.
تد به بچه‌هایش می‌گوید که مادرشان را در ماجرایی مربوط به یک چتر زرد دیده. او این چتر را در روز پاتریک مقدس در یک نایت کلاب پیدا می‌کند. تد در حالت مستی به همراه دختر مستی به مکانی برای خالکوبی می‌رود که متوجه می‌شود آنجا متعلق به دوست پسر سابق همان دختر مست است و برای انتقام یک پروانه را بر روی کمر تد خالکوبی می‌کند. تد برای پاک کردن خالکوبی به پزشکی به نام استلا مراجعه می‌کند و به او پیشنهاد دوستی می‌دهد که با مخالفت استلا روبرو می‌شود. اما پس از پایان جلسات لیزر، پیشنهادش را قبول می‌کند و مشخص می‌شود استلا 5 سال در رابطه ای نبوده و از دوست خود تونی یک دختر 8 ساله دارد. بارنی و رابین با هم می‌خوابند و این موضوع باعث ناراحتی تد شده و تد با بارنی قطع رابطه می‌کند. بارنی منشی استلا «ابی» (با بازی بریتنی اسپیرز) را فریب می‌دهد و به همین دلیل ابی وی را تعقیب کرده و دخترانی را که بارنی به آن‌ها نزدیک می‌شوند فراری می‌دهد. در قسمت آخر تد به خاطر یک سانحه رانندگی به بیمارستان می‌رود و بارنی در راه رفتن برای ملاقات او با یک اتوبوس تصادف می‌کند. این حادثه باعث آشتی دوباره تد و بارنی می‌شود. تد به‌طور ناگهانی به استلا پیشنهاد ازدواج می‌دهد و با یکدیگر نامزد می‌شوند؛ بارنی که بخاطر تصادف بستری ست در تخت بیمارستان نگاهی حاکی از علاقه به رابین می‌کند. تد تصمیم می‌گیرد به رغم میل خود برای زندگی به خانه استلا در نیوجرسی برود، لی‌لی و مارشال اسباب کشی کرده و رابین نیز به ژاپن میرود.

### فصل ۴
رابین برای شرکت در عروسی تد از ژاپن برمیگردد، اما در روز عروسی، استلا با دیدن دوست پسر سابق خود و پدر دخترش تونی، محل عروسی را با گذاشتن نامه ای رها کرده و همراه تونی برای زندگی به نیویورک برمی‌گردد. بارنی احساس می‌کند که عاشق رابین شده و دچار مشکل می‌شود. وی همچنین از طرف شرکتش به پست جدیدی در بانک نشنال گلایت ارتقاء می‌یابد. مارشال و لی‌لی به خانه جدیدشان رفته‌اند و متوجه می‌شوند خانه علاوه بر قرار داشتن در منطقهٔ فاضلاب، داری کف شیب دار نیز هست. رابین بخاطر انصراف از شغلش در ژاپن بیکار است و خانه ندارد و مدتی مهمان لی‌لی می‌شود، اما بخاطر نداشتن حریم خصوصی در آنجا، با پیشنهاد تد با او همخانه می‌شود. رابین نامه ای را میبیند که متوجه می‌شود یک هفته فرصت دارد تا با یافتن شغل اقامت خود در آمریکا را تمدید کند. با کمک بارنی رزومه ای تصویری میسازد و شغلی در برنامه ساعت چهار صبح پیدا می‌کند. رابین و تد بخاطر بی‌نظمی‌های رابین اختلاف پیدا میکنند و رابین پیشنهاد می‌کند بدون دخالت احساسات مانند گذشته رابطه جنسی داشته باشند تا بتوانند با صلح زندگی کنند. تد وقتی ناراحتی بارنی را از خوابیدنش با رابین می‌بیند، به مرور متوجه احساسات او می‌شود. تد متوجه می‌شود که لی‌لی در گذشته روابط او با دخترهایی که دوست نداشته را به هم می‌زده. لی‌لی از تد عذرخواهی کرده و قول می‌دهد این کار را کنار بگذارد. تد به‌طور اتفاقی تونی و استلا را می‌بیند و بعد از آن تونی از روی همدردی به تد پیشنهاد شغل استادی در دانشگاه را می‌دهد. تد در ابتدا این پیشنهاد را رد کرده اما در نهایت قبول می‌کند. تونی و استلا برای شغل فیلمنامه‌نویسی تونی به لس آنجلس مهاجرت میکنند.
در انتهای فصل رابین به احساسات بارنی پی می‌برد و به نظر می‌رسد که این دو وارد رابطه می‌شوند. تد شغلش را در دانشگاه شروع می‌کند و می‌گوید همسر آینده‌اش یکی از دانشجویان در اولین کلاسش خواهد بود.

### فصل ۵
تد کار خود را به عنوان استاد معماری در دانشگاه آغاز می‌کند و در روز اول به جای کلاس معماری اشتباهاً به کلاس اقتصاد می‌رود، جایی که همسر آینده‌اش نیز در آن حضور دارد. بارنی و رابین با هم رابطه جنسی برقرار می‌کنند و لی‌لی نیز آن‌ها را در اتاق حبس می‌کند و آن‌ها را مجبور می‌کند تا رابطه‌شان را علنی کنند. بعد از مدتی دوستی، این دو به هم می‌زنند و تصمیم می‌گیرند همان دوست باقی بمانند. بارنی همان بارنی سابق می‌شود و از شیوه‌های مختلف (که در یک کتاب به نگارش درآورده) برای گول زدن زنان و دختران استفاده می‌کند. تد با سیندی (ریچل بیلسون) رابطه عاشقانه برقرار می‌کند و مشخص می‌شود که هم‌اتاقی سیندی، همسر آینده تد است. رابین با همکارش دن وارد رابطه‌ای جدی می‌شود و پیشنهاد کاری خیلی خوبی را به خاطر بودن با او رد می‌کند اما سپس همین پیشنهاد به دن می‌شود و او با بیان اینکه این کاری است که همیشه آرزویش را داشته، با رابین به هم می‌زند. تد یک خانه خرابه می‌خرد. جایی که در آینده با همسر و فرزندانش در آن زندگی می‌کند. در آخر فصل لی‌لی و مارشال تصمیم می‌گیرند تا بچه‌دار شوند.

### فصل ۶
در آغاز فصل تد دوباره سیندی را ملاقات می‌کند. همسر آینده تد هم‌اتاقی سیندی است. بارنی تد را راضی می‌کند تا به عنوان آرشیتکت در GNB استخدام می‌شود تا ساختمان جدید این بانک را طراحی کند. آن‌ها برای ساخت این ساختمان می‌خواهند هتلی به نام آرکیدین را خراب کنند که مخالفانی دارد. سردسته مخالفان زوئی پیرسون (جنیفر موریسون) است که با تد آشنا می‌شود و با او وارد رابطه عاشقانه می‌شود که باعث می‌شود از شوهر پولدارش طلاق بگیرد. لی‌لی و مارشال مدام با هم رابطه جنسی دارند تا لی‌لی حامله شوند، اما این قضیه با مرگ پدر مارشال متوقف می‌شود. همچنین بارنی پدر واقعی خود را پیدا می‌کند، ولی ناامید می‌شود، چون آن پدر، پدری باحالی نیست که او در ذهنش داشته. همچنین وی با همکار رابین، نورا (نازنین بنیادی) آشنا می‌شود و با او وارد رابطه احساسی می‌شود. رابین نیز در طول فصل، به کارش در برنامه بامدادی تلویزیون ادامه می‌دهد. در پایان فصل، وقتی که دادگاه رأی به نفع بانک GNB می‌دهد، زوئی و تد به هم می‌زنند. همچنین لی‌لی می‌گوید که حامله‌است.
در طول سکانسی در اول و پایان فصل، مشخص می‌شود که تد همسر آینده‌اش را در عروسی بارنی می‌بیند.

### فصل ۷
بارنی با تلاش، به نورا ثابت می‌کند که کاملاً علاقه‌مند به اوست و تصمیم به ازدواج با نورا را می‌گیرد. همچنین رابین و کوین (دکتر روانپزشک) به هم علاقه‌مند می‌شوند. اما با اتفاقی که در رابطه بارنی و رابین رخ می‌دهد، بارنی و رابین تصمیم می‌گیرند که دوباره به هم بازگردند. بارنی از نورا جدا می‌شود اما رابین نمی‌تواند از کویین جدا شود. کوین از رابین خواستگاری میکند و جواب رابین مثبت است اما زمانی که به کوین می‌گوید که نمی‌تواند بچه دار شود کوین پشیمان میشود. از طرفی لی‌لی و مارشال که احساس می‌کنند آپارتمان برای آن‌ها و فرزندانشان در آینده جای کوچکی است از شهر به خانه پدربزرگ لی‌لی نقل مکان می‌کنند. رابین ناراحت جای تد می اید و تد می‌فهمد که هنوز علاقه‌مند است به رابین و به او می‌گوید که هنوز دوستش دارد اما رابین جوابش منفی است تد که سعی دارد با این موضوع کنار بیاید حال خوبی ندارد و برای همین مارشال متوجه حال بد تد میشود و به رابین می‌گوید که باید از خانه تد برود بعد از مدتی تد می‌فهمد که این خودش است که باید از آپارتمان برود و زندگی جدیدی تشکیل دهد و سپس خانه را برای زندگی لی‌لی و مارشال آماده می‌کند و از آن‌ها می‌خواهد تا به خانه بازگردند. لی‌لی و مارشال هم که کاملاً متوجه شده‌اند که خانه پدربزرگ لی‌لی برایشان قابل زندگی نیست، از پیشنهاد تد خوشحال می‌شوند. بارنی بعد از جدا شدن از نورا با کوئین که یک رقاص کلوپ‌های شبانه‌است آشنا می‌شود و عاشق او می‌شود. بارنی در پایان این فصل با کوئین نامزد می‌کند. تد هم در آخرین قسمت این فصل با ویکتوریا (فصل اول دوست دختر تد بود و برای مسائل کاری به کشور دیگری نقل مکان کرده بود و در اواسط این فصل برگشته بود) که بخاطر تد از مراسم ازدواجش فرار کرده می‌کند و تصمیم می‌گیرد که با تد زندگی جدیدی را آغاز کند.
در سکانسی در پایان فصل مشخص می‌شود که رابین، عروس بارنی خواهد شد.

### فصل ۸
این فصل از ۲۴ سپتامبر ۲۰۱۲ از شبکه سی‌بی‌اس شروع به پخش شد.
بارنی از کویین جدا می‌شود و بالاخره در قسمت ۱۲ با رابین نامزد می‌کنند. در این میان تد هم دچار سردرگمی می‌شود و دختران مختلف رو محک می‌زند. از مارشال هم تقاضا می‌شود که قاضی شود.
در قسمت آخر این فصل، بالاخره پس از ۸ فصل می‌توانیم مادر را ببینیم.

### فصل ۹
در این فصل بالاخره همسر تد موزبی مشخص می‌شود و بارنی و رابین با هم ازدواج می‌کنند و در فیلم مشخص می‌شود که مارشال و لی‌لی صاحب ۳ فرزند می‌شوند و بارنی و رابین از هم طلاق می‌گیرند و مشخص می‌شود که همسر تد در سال ۲۰۳۰ شش سال است که فوت شده و در سکانس پایانی قسمت ب آخر تد در سال ۲۰۳۰ دوباره شیپور ابی را برمی‌دارد و به سراغ رابین می‌رود و در یک صحنه احساسی که تد در پایین آپارتمان رابین است فیلم به پایان می‌رسد.
البته به دلیل اعتراض بینندگان برای پایان بد سریال، پایان دومی در نسخه اصلی قرار داده شد که در آن خبری از مرگ همسر تد و طلاق بارنی و رابین نیست.

## نظرات منتقدان
فصل اول با نظرات عموماً مثبتی از سوی منتقدان مواجه شد، اگرچه برخی از آن‌ها، این سریال را در مقایسه با سریال "دوستان" (Friends) نه چندان خوب عنوان می‌کردند. در  وبسایت Metacritic، سایتی که ۲۵ نقد را برای این سریال جمع‌آوری کرده بود، این فصل امتیاز ۶۹ از ۱۰۰ را به خود اختصاص داد. مایکل آبرنتی از PopMatters نقد منفی‌ای را به این فصل اختصاص داد و نوشت که "کمدی که در How I Met Your Mother رخ می‌دهد، برای جبران و پوشش اتفاقات غیریکنواخت آن کافی نیست.

## محصولات فرعی

### کتاب‌ها
- قانون برادری: در طول سریال، توسط بارنی، چندین بار به این کتاب اشاره می‌شود. این کتاب شامل قوانینی است که رفقا باید از آن پیروی کنند و به صورت کتاب و کتاب صوتی منتشر شده‌است. بارنی در سریال می‌گوید که این کتاب توسط برناباس استینسون (یکی از اجداد وی) نگاشته شده‌است. وی هم‌عصر جرج واشینگتن و بنجامین فرانکلین بوده‌است.
- مشغولیت برادری: ادامه‌ای از کتاب قانون برادری که در سال ۲۰۰۹ انتشار یافت.
- کتاب راهنما: بر اساس اپیزودی به همین نام در فصل پنجم، نوشته شده توسط بارنی استینسون و مت کوهن
- کتاب بازی (play book): این کتاب متعلق به بارنی است. در این کتاب، انواع روش‌های مخ زدن به‌طور کامل شرح داده شده، که برای بارنی همچون گنجینه‌ای ارزشمند می‌باشد؛ که در آخرین برگ از کتاب روش مرد غواص است و بارنی در اپیزود ۸ از فصل ۵ از آن تکنیک عجیب استفاده می‌کند...

### ترک‌های موسیقی
آلبوم موسیقی شامل تمام موزیک‌های مربوط به هفت فصل اول این سریال، در سال ۲۰۱۲ به صورت دیجیتالی بر روی آی‌تیونز استور منتشر شد.
همچنین آلبوم دیگری نیز از مجموعه موسیقی‌های دو فصل آخر، در ۲۳ سپتامبر سال ۲۰۱۴ به صورت دیجیتالی و مجدد بر روی آی تیونز استور منتشر شد.

### وب‌گاه‌ها
- وبلاگ بارنی: در طول سریال، بارنی بارها به وبلاگش و چیزهایی که در آن قرار داده اشاره می‌کند. این وبلاگ توسط مت کوهن به‌روز و توسط سی‌بی‌اس میزبانی می‌شود.
- توئیتر بارنی: توئیتر بارنی نیز توسط سی‌بی‌اس به‌روز می‌شود.
- روز جهانی کت و شلوار پوشیدن دات کام
- Swarley: در پایان اپیزودی به همین نام، بارنی اعلام می‌کند که اسم خودش را دوست دارد و علاقه‌ای به این نام ندارد. با این که در اپیزود اشاره‌ای به این وب‌گاه نمی‌شود، اما این وب‌گاه در این رابطه راه‌اندازی شد.
- تد موزبی یک عوضیه دات کام بایگانی‌شده  در ۱۲ اوت ۲۰۱۹ توسط Wayback Machine: در یکی از اپیزودها، بارنی خودش را جای تد موزبی جا می‌زند و با یک دختر می‌خوابد. طبق معمول بارنی آن دختر را فراموش می‌کند و دیگر با او رابطه برقرار نمی‌کند. در اپیزودهای بعد مشخص می‌شود که آن دختر این وبسایت را درست کرده‌است. تد موزبی عوضی نیست دات کام هم وجود دارد.
- عروسی مارشال و لی‌لی (بایگانی شده): شامل عکس‌ها و ویدئوهایی از ماه عسل مارشال و لی‌لی که هرگز در هیچ از قسمت‌ها پخش نشد.
- مارشال و لی‌لی وسایلشان را می‌فروشند دات کام: در قسمت نوزدهم فصل سوم، مارشال این وبسایت را درست می‌کند تا لی‌لی با فروختن وسایلش، بتواند بدهکاری‌های کارت‌های اعتباری‌اش را پرداخت کند.
- مردی که همسرش را مجبور می‌کند تا برای سه سال آینده آشغال بپوشد دات کام بایگانی‌شده  در ۶ مارس ۲۰۱۰ توسط Wayback Machine: بعد از این که مارشال وبسایت بالا را پیشنهاد می‌کند، لی‌لی این نام را برای وبسایت پیشنهاد می‌کند.
- دکتر اکس مرموز بایگانی‌شده  در ۱۰ مارس ۲۰۱۰ توسط Wayback Machine: وبسایتی که تد در دوران کالجش ساخته.
- رزومه ویدئوی بارنی بایگانی‌شده  در ۳۰ مارس ۲۰۱۹ توسط Wayback Machine
- عروس مراسم عروسی بایگانی‌شده  در ۱۴ دسامبر ۲۰۱۲ توسط Wayback Machine: فیلمی که تونی از زندگی خودش، استلا و تد ساخته و در آن سعی کرده تد را بد جلوه دهد.
- ثانیه‌شماری تا خوردن چک دات کام: وب‌گاهی که مارشال برای زدن چک در گوش بارنی می‌سازد تا او را اذیت کند. بارنی در یک شرط‌بندی سه چک به مارشال می‌بازد.
- بهترین شب عمرم بود دات کام بایگانی‌شده  در ۹ فوریه ۲۰۱۰ توسط Wayback Machine: بعد از گذراندن یک شب دو زوج (مارشال و لیلی، بارنی و رابین) مارشال این وب‌سایت را می‌سازد و در آن عکس‌ها و ویدئوهایی از این شب می‌گذارد.
- bigbusinessjournal.com، www.extremitiesquarterly.com و balloonexplorersclub.com: وبسایت‌هایی که بارنی برای گول زدن دختران ساخته.
- به استاد من نمره دهید دات کام بایگانی‌شده  در ۲۶ آوریل ۲۰۱۲ توسط Wayback Machine: در اپیزود فصل شش، مارشال این سایت را به تد پیشنهاد می‌کند تا او درجه استادی خودش را بیابد.
- روز پدر نبودن دات کام بایگانی‌شده  در ۱۴ ژانویه ۲۰۱۱ توسط Wayback Machine: در اپیزود هفتم فصل چهارم، بارنی این سایت را برای جشن گرفتن روزی به نام روز پدر نبودن (برای مردان بدون فرزند) می‌سازد.

https://web.archive.org/web/20181112153536/http://puzzlesthebar.com/ سایتی که در اپیزود سیزده فصل هفت در باری که بارنی و تد افتتاح کرده‌اند نوشته شده‌است.

### شماره تلفن‌ها
- ۱-۸۷۷-۹۸۷-۶۴۰۱ — در طول پخش سوپربول چهل و چهارم کلیپی از نیل پاتریک هریس پخش شد که او در بین تماشاگران ایستاده و در تابلویی این شماره را حک کرده و نوشته که بارنی استینسون زنگ بزنید (Call Barney Stinson) که سه حرف اول این کلمات مساوی با سی‌بی‌اس؛ نام شبکه پخش‌کننده این سریال. در یکی از اپیزودها هم از این کلیپ استفاده شد (شماره کمی تغییر کرده بود) که موضوع اصلی داستان آن اپیزود را تشکیل می‌داد. زمانی که با این شماره تماس گرفته می‌شود، صدای ضبط شده‌ای از بارنی (پاتریک هریس) پخش می‌شود.

## دنباله‌ها

### چگونه با پدرتان آشنا شدم
چگونه با پدرتان آشنا شدم، یک مجموعه تلویزیونی آمریکایی در همان ژانر کمدی موقعیت بوده که از ژانویه سال ۲۰۲۲ به عنوان دنباله‌ای برای سریال آشنایی با مادر از شبکه هولو پخش می‌شود.

## رتبه مجموعه تلویزیونی
| فصل | زمان پخش                                                                                      | پخش اولین قسمت فصل | پخش آخرین قسمت فصل | فصل تلویزیونی | رتبه | میانگین بینندگان به میلیون |
| --- | --------------------------------------------------------------------------------------------- | ------------------ | ------------------ | ------------- | ---- | -------------------------- |
| ۱   | دوشنبه‌ها ۸:۳۰ شب (۱۹ سپتامبر ۲۰۰۵ –۱۵ مه ۲۰۰۶)                                                | ۱۹ سپتامبر ۲۰۰۵    | ۱۵ مه ۲۰۰۶         | ۲۰۰۵–۲۰۰۶     | #۴۳  | ۹٫۴۷                       |
| ۲   | دوشنبه‌ها ۸:۳۰ شب (۱۸ سپتامبر ۲۰۰۶ –۲ اکتبر ۲۰۰۶) دوشنبه‌ها ۸:۰۰ شب (۹ اکتبر ۲۰۰۶ –۱۴ مه ۲۰۰۷)  | ۱۸ سپتامبر ۲۰۰۶    | ۱۴ مه ۲۰۰۷         | ۲۰۰۶–۲۰۰۷     | #۶۱  | ۸٫۵۰                       |
| ۳   | دوشنبه‌ها ۸:۰۰ شب (۲۴ سپتامبر ۲۰۰۷ –۱۰ مارس ۲۰۰۸) دوشنبه‌ها ۸:۳۰ شب (۱۷ مارس ۲۰۰۸ – ۱۹ مه ۲۰۰۸) | ۲۴ سپتامبر ۲۰۰۷    | ۱۹ مه ۲۰۰۸         | ۲۰۰۷–۲۰۰۸     | #۷۰  | ۸٫۲۱                       |
| ۴   | دوشنبه‌ها ۸:۳۰ شب (۲۲ سپتامبر ۲۰۰۸ –۱۸ مه ۲۰۰۹)                                                | ۲۲ سپتامبر ۲۰۰۸    | ۱۸ مه ۲۰۰۹         | ۲۰۰۸–۲۰۰۹     | #۴۹  | ۹٫۴۲                       |
| ۵   | دوشنبه‌ها ۸:۰۰ شب (۲۱ سپتامبر ۲۰۰۹ –۲۴ مه ۲۰۱۰)                                                | ۲۱ سپتامبر ۲۰۰۹    | ۲۴ مه ۲۰۱۰         | ۲۰۰۹–۲۰۱۰     | #۴۲  | ۸٫۶۰                       |
| ۶   | دوشنبه‌ها ۸:۰۰ شب (۲۰ سپتامبر ۲۰۱۰ –۱۶ مه ۲۰۱۱)                                                | ۲۰ سپتامبر ۲۰۱۰    | ۱۶ مه ۲۰۱۱         | ۲۰۱۰–۲۰۱۱     | #۴۸  | ۸٫۷۹                       |
| ۷   |                                                                                               | ۱۹ سپتامبر ۲۰۱۱    | مه ۲۰۱۲            | ۲۰۱۱–۲۰۱۲     |      |                            |
| ۸   |                                                                                               |                    |                    | ۲۰۱۲–۲۰۱۳     |      |                            |

## جوایز و نامزدی‌ها
این سریال برای ۷۲ جایزه نامزد شد و از بین آن‌ها ۱۸ جایزه را به دست آورد. این برنامه برای ۲۸ جایزه اِمی، از جمله برای برنامه کمدی برتر، نامزد شده است.
| سال  | نتیجه    | رده                                     | جایزه                                    | دریافت‌کننده             |
| ---- | -------- | --------------------------------------- | ---------------------------------------- | ----------------------- |
| ۲۰۰۶ | برنده    | بهترین کارگردانی هنری                   | جایزه امی                                | دست‌اندرکاران            |
| ۲۰۰۶ | برنده    | بهترین فیلم‌برداری                       | جایزه امی                                | دست‌اندرکاران            |
| ۲۰۰۶ | نامزدشده | سریال کمدی محبوب                        | جوایز برگزیده مردم                       |                         |
| ۲۰۰۷ | برنده    | بهترین کارگردانی هنری                   | جایزه امی                                | دست‌اندرکاران            |
| ۲۰۰۷ | نامزدشده | بهترین تدوین سریال‌های چند دوربینه       | جایزه امی                                | دست‌اندرکاران            |
| ۲۰۰۷ | نامزدشده | بهترین بازیگر مکمل مرد در سریال‌های کمدی | جایزه امی                                | نیل پاتریک هریس         |
| ۲۰۰۷ | نامزدشده | بهترین بازیگر سریال تلویزیونی کمدی      | جوایز برگزیده نوجوانان                   | نیل پاتریک هریس         |
| ۲۰۰۸ | برنده    | بهترین کارگردانی هنری                   | جایزه امی                                | دست‌اندرکاران            |
| ۲۰۰۸ | نامزدشده | بهترین بازیگر مکمل مرد در سریال‌های کمدی | جایزه امی                                | نیل پاتریک هریس         |
| ۲۰۰۸ | نامزدشده | محبوب‌ترین ستاره                         | جوایز برگزیده مردم                       | نیل پاتریک هریس         |
| ۲۰۰۸ | نامزدشده | بهترین سریال کمدی تلویزیونی             | جوایز برگزیده نوجوانان                   | بازیگران و دست‌اندرکاران |
| ۲۰۰۸ | نامزدشده | بهترین بازیگر سریال تلویزیونی کمدی      | جوایز برگزیده نوجوانان                   | نیل پاتریک هریس         |
| ۲۰۰۹ | نامزدشده | بهترین سریال کمدی                       | جایزه امی                                | دست‌اندرکاران            |
| ۲۰۰۹ | نامزدشده | بهترین بازیگر مکمل مرد در سریال‌های کمدی | جایزه امی                                | نیل پاتریک هریس         |
| ۲۰۰۹ | برنده    | بهترین کارگردانی هنری                   | جایزه امی                                | دست‌اندرکاران            |
| ۲۰۰۹ | نامزدشده | بهترین تدوین برای سریال‌های کمدی         | جایزه امی                                | دست‌اندرکاران            |
| ۲۰۰۹ | نامزدشده | بهترین نمایش در نقش مکمل مرد            | جایزه گلدن گلوب                          | نیل پاتریک هریس         |
| ۲۰۰۹ | نامزدشده | بهترین بازیگر مهمان                     | جوایز برگزیده مردم                       | بریتنی اسپیرز           |
| ۲۰۰۹ | نامزدشده | بهترین دستاورد در سریال کمدی            | جوایز انجمن منتقدان تلویزیونی            |                         |
| ۲۰۰۹ | نامزدشده | بهترین دستاورد فردی در کمدی             | جوایز انجمن منتقدان تلویزیونی            | نیل پاتریک هریس         |
| ۲۰۱۰ | نامزدشده | بهترین نمایش در نقش مکمل مرد            | جایزه گلدن گلوب                          | نیل پاتریک هریس         |
| ۲۰۱۰ | برنده    | بازیگر کمدی محبوب زن                    | جوایز برگزیده مردم                       | آلیسون هانیگان          |
| ۲۰۱۰ | نامزدشده | بهترین بازیگر مکمل مرد در سریال‌های کمدی | جایزه امی                                | نیل پاتریک هریس         |
| ۲۰۱۱ | نامزدشده | بازیگر کمدی محبوب زن                    | جوایز برگزیده مردم                       | آلیسون هانیگان          |
| ۲۰۱۱ | برنده    | بازیگر کمدی مرد محبوب                   | جوایز برگزیده مردم                       | نیل پاتریک هریس         |
| ۲۰۱۱ | نامزدشده | محبوب‌ترین کمدی تلویزیونی                | جوایز برگزیده مردم                       | بازیگران و دست‌اندرکاران |
| ۲۰۱۱ | برنده    | بهترین بازیگر مکمل مرد در سریال‌های کمدی | جوایز برگزیده منتقدان سریال‌های تلویزیونی | نیل پاتریک هریس         |

## توضیحات
1. ↑  آشنایی با مادر عنوانی است که شبکه فارسی۱ برگزیده‌است. ترجمه دقیق‌تر نام این مجموعه تلویزیونی به فارسی «چگونه با مادرتان آشنا شدم» است.